# Salotto Salemi
Salotto Salemi è stato un programma televisivo italiano di genere contenitore e talk show, in onda dal 16 aprile 2021 con la conduzione di Giulia Salemi. Dal 16 aprile al 21 maggio 2021 (nella prima edizione) il programma è andato in onda nella fascia preserale sul portale Mediaset Infinity, mentre dal 12 ottobre 2022 (dalla seconda edizione) il programma è andato in onda in seconda serata su La5.

## Il programma
Giulia Salemi raccoglie le confidenze dei suoi ospiti, mettendo in mostra le proprie capacità di make-up artist. Il programma è di genere contenitore e talk show al femminile, inoltre nella prima edizione del programma non è stato permesso l'ingresso agli uomini ma solamente alle donne, mentre dalla seconda edizione quest'ultima regola viene rimossa e viene permesso l'ingresso anche agli uomini. La prima edizione è stata trasmessa dal 16 aprile al 21 maggio 2021 sul portale Mediaset Infinity nella fascia preserale ogni venerdì dalle 19:00 alle 19:20, mentre dalla seconda edizione, dal 12 ottobre 2022, il programma viene trasmesso sul canale La5. La conduttrice accoglie le sue ospiti nel suo salotto, consigliando notizie di bellezza, di cronaca rosa e di pettegolezzi. 

## Edizioni
| Edizione | Anno | Emittente         | Conduzione    | Periodo         | Periodo          | Puntate |
| Edizione | Anno | Emittente         | Conduzione    | Inizio          | Fine             | Puntate |
| -------- | ---- | ----------------- | ------------- | --------------- | ---------------- | ------- |
| 1ª       | 2021 | Mediaset Infinity | Giulia Salemi | 16 aprile 2021  | 21 maggio 2021   | 6       |
| 2ª       | 2022 | La5               | Giulia Salemi | 12 ottobre 2022 | 16 novembre 2022 | 6       |

## Puntate e ascolti

### Prima edizione (2021)
| Puntata | Messa in onda  | Ospiti              |
| ------- | -------------- | ------------------- |
| 1       | 16 aprile 2021 | Dayane Mello        |
| 2       | 23 aprile 2021 | Veronica Ferraro    |
| 3       | 30 aprile 2021 | Gaia Zorzi          |
| 4       | 7 maggio 2021  | Arianna Cirrincione |
| 5       | 14 maggio 2021 | Paola Di Benedetto  |
| 6       | 21 maggio 2021 | Martina Hamdy       |

### Seconda edizione (2022)
| Puntata | Messa in onda    | Ascolti        | Ascolti | Ospiti                       |
| Puntata | Messa in onda    | Telespettatori | Share   | Ospiti                       |
| ------- | ---------------- | -------------- | ------- | ---------------------------- |
| 1       | 12 ottobre 2022  | 78 000         | 0,60%   | Elisa Maino                  |
| 2       | 19 ottobre 2022  | 115 000        | 1,00%   | Costantino della Gherardesca |
| 3       | 26 ottobre 2022  | 47 000         | 0,50%   | Fabiola Baglieri             |
| 4       | 2 novembre 2022  | 183 000        | 1,50%   | Ludovica Cascione            |
| 5       | 9 novembre 2022  | 133 000        | 1,10%   | Marta Losito                 |
| 6       | 16 novembre 2022 | 75 000         | 0,80%   | Pierpaolo Pretelli           |
| Media   | Media            | 142 000        | 0,90%   |                              |

## Audience
| Edizione | Emittente         | Anno | Stagione  | Orario      | Programmazione | Programmazione | Programmazione | Programmazione | Programmazione | Programmazione | Programmazione | Collocazione | Telespettatori | Share | Premiere       | Premiere | Finale         | Finale |
| Edizione | Emittente         | Anno | Stagione  | Orario      | L              | M              | M              | G              | V              | S              | D              | Collocazione | Telespettatori | Share | Telespetattori | Share    | Telespetattori | Share  |
| -------- | ----------------- | ---- | --------- | ----------- | -------------- | -------------- | -------------- | -------------- | -------------- | -------------- | -------------- | ------------ | -------------- | ----- | -------------- | -------- | -------------- | ------ |
| 1ª       | Mediaset Infinity | 2021 | primavera | 19:00-19:20 |                |                |                |                |                |                |                | Preserale    | N.D.           | N.D.  | N.D.           | N.D.     | N.D.           | N.D.   |
| 2ª       | La5               | 2022 | autunno   | 23:20-23:55 |                |                | Seconda serata | 142 000        | 0,90%          | 78 000         | 0,60%          | 75 000       | 0,80%          |       |                |          |                |        |